# 妙典寺 (大田区)
妙典寺（みょうてんじ）は、東京都大田区にある日蓮宗の寺院。

## 概要
創建年代は不明であるが、日饒（1428年寂）が中興したとされていることから、室町時代には既に存在していたと推測される。元々は天台宗の寺院で、「妙田寺」という名称だったが、日饒によって日蓮宗に転宗し、「妙典寺」に改称した。
江戸時代、池上本門寺の有力末寺とされ、近隣の末寺に対して指導的役割を果たしたという。

## 交通アクセス
- 梅屋敷駅より徒歩5分。